# Антонич, Деян
Деян Антонич (серб. Дејан Антонић, кит. трад. 狄恩; 22 января 1969, Белград, Югославия) — югославский и гонконгский футболист и тренер.

## Карьера

### Футболиста
Воспитанник клуба «Црвена Звезда». Выступал на родине за «Спартак» из Суботицы, «Напредак» и «Обилич». Некоторое время хавбек провел в бельгийском «Беверен». В 1995 году Антонич переехал в Азию. До конца карьеры он играл за различные коллективы из Индонезии и Гонконга.

### В сборной
В 1987 году Деян Антонич вошел в состав молодежной сборной Югославии на Чемпионат мира среди молодежных команд в Чили. По итогам турнира балканцы завоевали золото, в финале победив по пенальти ФРГ. В «золотом составе» полузащитник выступал вместе с Робертом Ярни, Звонимиром Бобаном, Предрагом Миятовичем, Робертом Просинечки и Давором Шукером.
На закате своей карьеры Антонич получил гражданство Гонконга и провел два матча за его национальную команду.

## Тренерская деятельность
После завершения карьеры Антонич возглавил один из сильнейших клубов Гонконга «Китчи». С 2007 по 2009 год Антонич вместе с хорватом Гораном Пауличем руководил сборной Гонконга. Затем несколько лет успешно работал с индонезийскими командами.

## Достижения

### Футболиста
- Чемпион мира среди молодежных сборных (1): 1987.
- Обладатель Кубка футбольной ассоциации Гонконга (1): 2002/03.
- Обладатель Кубка лиги Гонконга (1): 2002/03.
- Вице-чемпион Гонконга (1): 2003/04.

### Тренера
- Обладатель Кубка лиги Гонконга (2): 2005/06, 2006/07.
- Обладатель Кубка футбольной ассоциации Гонконга (1): 2016/17.
- Вице-чемпион Индонезии (1): 2013.

## Личная жизни
Деян Антонич женат на индонезийке Венне Тикоалу. В феврале 2001 года у пары родился сын Стефан. От первого брака у него осталась дочь, которая проживает в Сербии.